# 维克托·凡·施特拉伦
维克托·凡·施特拉伦（1889年6月14日—1964年2月29日）是一位比利时古生物学家、甲壳动物学家和保护生物学家，出生于安特卫普，曾在艾伯特国家公园（維龍加國家公園的前身）设立了保护大猩猩的保护区，1958年获伦敦林奈学会颁发的达尔文-华莱士奖章。